# Bellou-sur-Huisne
Bellou-sur-Huisne è un comune francese di 440 abitanti situato nel dipartimento dell'Orne nella regione della Normandia.

## Società

### Evoluzione demografica
Abitanti censiti